# Ulises Carrión
Ulises Carrión (Veracruz México; 1941 - Ámsterdam; 1989) fue un escritor, editor y artista mexicano nacido en San Andrés Tuxtla. Celebrado inicialmente como un talentoso y joven escritor. A principios de 1970, Carrión abandonó al mismo tiempo a México y a la literatura ortodoxa para iniciar en Europa una carrera en el arte contemporáneo. Heriberto Yépez lo llama "el escritor postliterario más innovador que haya nacido en México".

## Biografía
Nace en Veracruz y se traslada a la Ciudad de México para estudiar Filosofía y Letras en la UNAM. Merecedor de varias becas, estudia en Francia, Alemania e Inglaterra (en Leeds). En 1972 se establece en la ciudad holandesa de Ámsterdam como su residencia permanente. En 1984 obtuvo la ciudadanía holandesa.  

## Obra
La obra de Carrión se puede dividir en dos etapas: el escritor convencional y el artista experimental.
En la primera etapa publicó dos volúmenes de cuentos en un formato convencional: "La muerte de Miss O" y "De Alemania". Ambos libros le valieron buenas críticas; entre sus contemporáneos, Vicente Leñero, calificó la obra literaria de Carrión como "muy brillante". 
Como artista experimental abandonó definitivamente la literatura e inició un camino de exploración en el arte conceptual que duraría hasta su muerte. Carrión exploró los libros y el correo como elementos de arte-objeto anónimos, cotidianos y sujetos al azar.
En 2003 el Museo de Arte Carrillo Gil presentó una retrospectiva de su obra, lo que revivió el interés por su obra entre varias generaciones. En 2016 el Museo Nacional Centro de Arte Reina Sofía, en Madrid, organizó una retrospectiva de su obra. En 2017 el museo de La Fundación Jumex Arte Contemporáneo organizó una exposición sobre su obra.
La editorial Tumbona ha rescatado parte de su trabajo literario experimental en una serie de libros. 